# Edwin Edwards (politiker)
Edwin Washington Edwards, född 7 augusti 1927 i Marksville, Louisiana, död 12 juli 2021 i Gonzales, Louisiana, var en amerikansk demokratisk politiker. Han var guvernör i Louisiana 1972–1980, 1984–1988 och 1992–1996. De fyra mandatperioderna som guvernör gör honom till en av en liten skara guvernörer som tjänat sexton år, efter Terry Branstad (22 år) och George Clinton (21 år). 
Edwards avlade juristexamen vid Louisiana State University och arbetade som advokat. Han var ledamot av Louisianas senat 1964–1965 och ledamot av USA:s representanthus 1965–1972. 2014 gjorde Edwards ytterligare ett försök att bli vald till representanthuset och vann den första omgången, men förlorade mot sin främste utmanare från det republikanska partiet med stor marginal. 
Edwards var guvernör i sammanlagt sexton år och valdes till fyra mandatperioder, varav två gånger i rad på 1970-talet. Sista gången, 1991, ansågs han ha ytterst begränsade chanser men efter en folkstorm som förde den f.d. Ku Klux Klan-ledaren David Duke till slutomgången som republikanernas kandidat vann Edwards ett osannolikt omval med en mycket stor marginal. Som guvernör Edwards var beryktad för sin fallenhet för hasardspel och för sina kvinnoaffärer. Federala åklagare utredde länge korruptionsanklagelser mot honom. Efter många omtalade mut- och korruptionsskandaler dömdes han till 10 års fängelse i oktober 2002. De anklagelser som Edwards fälldes för gällde tagande av muta och inblandning i utpressning i samband med beviljande av kasinotillstånd under hans fjärde mandatperiod som guvernör. Även sonen Stephen Edwards dömdes till fängelse. Sonen blev frisläppt år 2007 och Edwin Edwards kom ut ur det federala fängelset i Oakdale i januari 2011.
Edwards var gift med Elaine S. Edwards mellan 1949 och 1989. Äktenskapet slutade i skilsmässa. År 1972 utnämnde guvernör Edwards sin dåvarande fru Elaine till senator för en kort övergångsperiod. Efter hemkomsten från fängelsevistelsen gifte han sig 2011 med Trina Grimes, som han börjat brevväxla med i fängelset, och fick en son med henne 2013.